# Ann Petrén
Ann Louise Maria Petrén, född 25 maj 1954 i Västerås,  är en svensk skådespelare.

## Biografi
Ann Petrén är dotter till metallurgen Folke Petrén och Maud Jacobsson. Hon är utbildad vid Teaterhögskolan i Malmö och tillhör Stockholms stadsteaters fasta ensemble sedan 1988. Där har hon bland annat framfört den specialskrivna monologen Vit, rik, fri.
2002 tilldelades hon Svenska teaterkritikers förenings teaterpris. I 2003 belönades hon med en Guldbagge för sin roll i Om jag vänder mig om. Samma år tilldelades hon Jarl Kulle-stipendiet. 2004 tilldelades hon TV4:s pris Guldsolen för 2003 års bästa prestation och 2011 erhöll hon Dagens Nyheters kulturpris samt en Guldbagge för sin roll i Happy End. 2015 tilldelades hon Litteris et Artibus. 2015 tilldelades hon Per Ganneviks stipendium. 2019 tilldelades hon Svenska Akademiens teaterpris.
År 2011 var hon sommarvärd i Sommar i P1.
Ann Petrén är sedan 2002 gift med musikern Bengt Berger.

## Filmografi
- 1984 – Haren och vråken
- 1986 – Bröderna Mozart
- 1986 – I lagens namn
- 1986 – Teaterterroristerna
- 1987 – Komedianter
- 1987 – Titties salong (TV-serie)
- 1988 – Vendetta i en etta
- 1988 – Friends
- 1988 – Varuhuset (TV-serie)
- 1989 – Peter och Petra
- 1989 – T. Sventon praktiserande privatdetektiv (TV-serie)
- 1990 – Kaninmannen
- 1990 – Apelsinmannen (TV-serie)
- 1991 – Vinga på villovägar (kortfilm)
- 1991 – Sista vinden från Kap Horn
- 1992 – Min store tjocke far
- 1994 – Bara du & jag
- 1995 – Lutning (kortfilm)
- 1995 – Majken (TV-serie)
- 1995 – Den täta elden (TV-serie)
- 1997 – Välkommen till festen
- 1997 – Emma åklagare (TV-serie)
- 1997 – Persons parfymeri (TV-serie)
- 1997 – Radioskugga (TV-serie)
- 1997 – Nudlar och 08:or (TV-serie)
- 1998 – c/o Segemyhr (TV-serie)
- 1998 – Pistvakt – En vintersaga (TV-serie)
- 1998 – OP7 (TV-serie)
- 1998 – Kvinnan i det låsta rummet (TV-serie)
- 1999 – Mamy Blue
- 2000 – Den bästa sommaren
- 2000 – Brott§våg (TV-serie)
- 2001 – Besvärliga människor
- 2001 – Kvinna med födelsemärke (TV-serie)
- 2002 – Gåvan (kortfilm)
- 2002 – Utanför din dörr
- 2002 – Taurus (TV-serie)
- 2002 – Olivia Twist (TV-serie)
- 2003 – Om jag vänder mig om
- 2003 – Number One (TV-serie)
- 2003 – Belinder auktioner (TV-serie)
- 2004 – Masjävlar
- 2004 – Graven (TV-serie)
- 2005 – Mun mot mun
- 2005 – Coachen (TV-serie)
- 2005 – Kvalster (TV-serie)
- 2006 – Möbelhandlarens dotter (TV-serie)
- 2006 – Örnen (TV-serie)
- 2006 – LasseMajas detektivbyrå (TV-serie)
- 2007 – Beck – Gamen
- 2008 – Aprikoser, Aston Och Vinga (kortfilm)
- 2008 – Maria Larssons eviga ögonblick
- 2008 – Om ett hjärta (TV-serie)
- 2008 – Habib (TV-serie)
- 2009 – Havet
- 2009 – En skateboardsåkares dagdröm (kortfilm)
- 2009 – Olof 1440 min (kortfilm)
- 2010 – Fröken Märkvärdig & Karriären (kortfilm)
- 2011 – Maud (kortfilm)
- 2011 – Åsa-Nisse – wälkom to Knohult
- 2011 – Happy End
- 2011 – Anno 1790 (TV-serie)
- 2012 – Bättre Ränta
- 2013 – Kilimanjaro (kortfilm)
- 2013 – Eskil och Trinidad
- 2014 – Hallåhallå
- 2014 – Welcome to Sweden (TV-serie)
- 2014–2017 – Full patte (TV-serie)
- 2015 – Bron (TV-serie)
- 2015 – Mattias Alkberg: Tjugonde (musikvideo)
- 2015–2017 – Jordskott (TV-serie)
- 2016 – Flickan, mamman och demonerna
- 2017–2019 – Bonusfamiljen (TV-serie)
- 2018 – Stackars Djur (novellfilm)
- 2018 – Gräns
- 2020 – Sjölyckan (TV-serie)
- 2023 – Hålla samman (TV-serie)
- 2024 – Allt och Eva (TV-serie)

## Teater

### Roller (ej komplett)
| År   | Roll                       | Produktion                                                                      | Regi                         | Teater                                |
| ---- | -------------------------- | ------------------------------------------------------------------------------- | ---------------------------- | ------------------------------------- |
| 1990 | Elena, grevinna de Koefeld | Kean Alexandre Dumas den äldre                                                  | Jan Maagaard                 | Stockholms stadsteater                |
| 2009 |                            | Publiken (El público) Federico García Lorca                                     | Suzanne Osten                | Göteborgs stadsteater                 |
| 2010 |                            | Familjen (August: Osage County) Tracy Letts                                     | Peter Dalle                  | Göteborgs stadsteater                 |
| 2011 | Klytaimnestra              | Orestien (Ὀρέστεια) Ted Hughes                                                  | Tobias Theorell              | Stockholms stadsteater                |
| 2012 |                            | Gengångare och zombies Henrik Ibsen och Gustav Tegby                            | Rikard Lekander              | Malmö stadsteater                     |
| 2014 |                            | I Annas garderob Ann-Sofie Bárány                                               | Suzanne Osten                | Göteborgs stadsteater                 |
| 2017 | Madam Flod                 | Hemsöborna August Strindberg                                                    | Stefan Metz                  | Kulturhuset Stadsteatern              |
| 2017 | Ester                      | Den tatuerade änkan Lars Molin                                                  | Jonna Nordenskiöld           | Scalateatern                          |
| 2018 | Claire                     | Jag är en annan nu Björn Runge                                                  | Björn Runge                  | Kulturhuset Stadsteatern              |
| 2020 |                            | Irakisk Kristus (رواية المسيح العراقي, Riwayat almasih aleiraqii) Hassan Blasim | Natalie Ringler              | Teater Galeasen                       |
| 2022 |                            | In memoriam Emanuelle Davin                                                     | Emanuelle Davin Anna Novovic | Riksteatern/ Kulturhuset Stadsteatern |
| 2022 | Medverkande                | Månen och de andra planeterna Staffan Valdemar Holm                             | Staffan Valdemar Holm        | Kulturhuset Stadsteatern              |
| 2022 |                            | Temps mort Lars Norén                                                           | Suzanne Osten                | Kulturhuset Stadsteatern              |